# Rajčevci
Rajčevci (szerbül: Рајчевци), település Bosznia-Hercegovinában, Laktaši községben, Bosanska krajina területén, a Szerb Köztársaságban. 

## Fekvése
Bosznia-Hercegovina északi részén, Banja Lukától légvonalban 18, közúton 34 km-re keletre, községközpontjától légvonalban 14, közúton 23 km-re délkeletre, 178-472 méteres magasságban fekszik. A településen 1984-ben épült, 2 km hosszú aszfaltút halad át. A faluba vezető egyéb utak makadámok. A falu szeres típusú; a házak többnyire Babići, Batinari, Dabići falvakban és a főút környékén találhatók. A település Ljubatovci és Ćetojevići (Laktaši község), valamint Crni Vrh és Lađevci (Celina község) falvakkal határos. A falu északi határában a Turjanica folyik, a falun át folyik a Kamenica-patak, amely a Turjanicába ömlik. Jelentősebb patakok a Crnoušica, a Paljeuša és a Skakavac. Határa, kivéve Kamenica környékét, túlnyomórészt hegyes-dombos (a Crni vrh hegyoldalai). A község legjelentősebb magaslatai: a Bogdanovac, a Drum, a Jankovac, a Markovac, a Paljevica, a Torine, a Trešnjevo brdo és az Urije. A falu atárjának mintegy 80 százalékát benőtte a tűlevelű erdő.

## Népessége
| Nemzetiségi csoport | Népesség 1991 | Népesség 2013 |
| ------------------- | ------------- | ------------- |
| Szerb               | 310           | 183           |
| Bosnyák             | 0             | 0             |
| Horvát              | 0             | 0             |
| Jugoszláv           | 23            | 0             |
| Egyéb               | 1             | 0             |
| Összesen            | 334           | 183           |

## Története
A lakosság eredetére és a falu nevére vonatkozóan nincs meggyőző és megbízható adat. A település 1878-ig tartozott az Oszmán Birodalomhoz, ekkor a berlini kongresszus határozata alapján az Osztrák-Magyar Monarchia része lett. 1879-ben az első osztrák-magyar népszámlálás során a Prnjavori járáshoz tartozó településnek 15 háztartása és 85 ortodox lakosa volt.  1910-ben a Banja Luka-i járáshoz tartozó településen 20 háztartást és 146 ortodox lakost találtak. A monarchia szétesésével 1918-ban előbb a Szerb-Horvát-Szlovén Királyság, majd 1929-től a Jugoszláv Királyság része. 1921-ben a községnek 32 háztartása és 176 lakosa volt. Az 1929-es törvény értelmében, amikor Bosznia-Hercegovinát négy banovinára, Drinskára, Vrbaskára, Zetskára és Primorskára osztották, a település a Vrbaska banovina része lett, amelynek székhelye Banja Luka volt. Jugoszlávia megszállása után a Független Horvát Állam (NDH) része lett. A második világháború után a szocialista Jugoszláviához tartozott. A daytoni békeszerződést követő területfelosztásnál Laktaši község részeként a Szerb Köztársaság területéhez került.

## Gazdaság
Rajičevci lakossága főként mezőgazdasággal foglalkozik, kisebb része külföldön dolgozik. Kukoricát, búzát, zabot termesztenek, de megterem a gyümölcs is (szilva, alma, körte). A falu három-négy évtizeddel ezelőtt még számtalan mészkőbányájáról és minőségi mésztermeléséről volt híres. Ma már nincs mészkőbányászat, de még mindig nagyon sok minőségi kő kerül felhasználásra az építőiparban.

## Oktatás
A faluban soha nem volt általános iskola. A gyerekek 2006. szeptember 5-ig Njubatovciba jártak általános iskolába, azóta busszal utaznak a boškovići általános iskolába.

## Infrastruktúra
Rajičevci ivóvízforrásokban gazdag: Vrelo Luke, Vujića točak, Jelanovo vrelo és mások. A lakosságot forrásokból és kisebb helyi vízművekből látják el vízzel. A falu 1971-ben kapott áramot, 2000-ben telefonkapcsolatot. A Banja Luka felé tartó buszjáratot 1974. október 19-én indították el. A falu közepén kultúrház épült. A településen négy temető található: Babića, Batinarsko, Mitrovića és Trišića. Templom nincs (nem is volt), a helyiek a kokori (Prnjavor község) templomba járnak istentiszteletre.